# ایگوئتی
ایگوئتی (به لاتین: Igoeti) یک منطقهٔ مسکونی در گرجستان است که در شهرداری کاسپی واقع شده‌است.